# عالیجناب در سایه
عالیجناب در سایه ( به انگلیسی: The Eminence in Shadow) یک مجموعه لایت ناول، مانگا و انیمه ژاپنی است. سری لایت ناول ژاپنی این اثر توسط دایسوکه آیزاوا نوشته شده است،  سری مانگای اقتباسی از این اثر با طراحی هنری «آنری ساکانو» از دسامبر ۲۰۱۸ در مجله سینن مانگای «کمپ ایس» انتشارات «کادوکاوا شوتن» به صورت سریالی منتشر شده است.

## اسپین آف مانگا
یک اسپین آف مانگا از این اثر، با عنوان Kage no Jitsuryokusha ni Naritakute! Shadow Gaiden (陰の実力者になりたくて！ しゃどーがいでん؟, "The Eminence in Shadow! Shadow Side Story") Kage no Jitsuryokusha ni Naritakute! Shadow Gaiden (陰の実力者になりたくて！ しゃどーがいでん؟, "The Eminence in Shadow! Shadow Side Story"),نیز توسط ستا یو از ژوئیه ۲۰۱۹ تا سپتامبر ۲۰۲۳ در همین مجله منتشر شد، هر دو نسخه لایت ناول اصلی و مانگای این اثر توسط «ین پرس» در آمریکای شمالی منتشر شدند،

## انیمه
فصل اول نسخه انیمه تلویزیونی این اثر که توسط استودیو «نکسوس» تولید شده بود، از اکتبر ۲۰۲۲ تا فوریه ۲۰۲۳ پخش شد، و فصل دوم آن نیز از اکتبر تا دسامبر ۲۰۲۳ روی آنتن رفت.

## انیمه سینمایی
در دسامبر ۲۰۲۳ نیز از تولید یک انیمه سینمایی با عنوان «The Eminence in Shadow: Lost Echoes» خبر داده شد.

## ژانر
عالیجناب سایه در ژانر دارک فانتزی، فانتزی کمدی، و ایسکای می‌باشد.